# Весёлый (Лопазненское сельское поселение)
Весёлый — поселок в Суражском районе Брянской области в составе Лопазненского сельского поселения.

## География
Находится в северо-западной части Брянской области на расстоянии приблизительно 18 км на восток-северо-восток по прямой от районного центра города Сураж.

## История
Известен был с 1920-х годов. На карте 1941 года отмечен как поселение с 35 дворами.

## Население
Численность населения: 150 человек (1926 год), 17 человек (русские 94 %) в 2002 году, 12 в 2010.